# Lederia kidoi
Lederia kidoi is een keversoort uit de familie zwamspartelkevers (Melandryidae). De wetenschappelijke naam van de soort werd in 1995 gepubliceerd door Sasaji.